# 청성면
청성면(靑城面)은 대한민국 충청북도 옥천군에 있는 면이다.

## 행정 구역
- 거포리(巨浦里)
- 고당리(高堂里)
- 구음리(九音里)
- 궁촌리(弓村里)
- 능월리(陵月里)
- 대안리(大安里)
- 도장리(道場里)
- 묘금리(猫金里)
- 산계리(山桂里)
- 삼남리(三南里)
- 소서리(小西里)
- 양저리(兩猪里)
- 장수리(長首里)
- 장연리(長連里)
- 조천리(鳥川里)
- 합금리(合金里)
- 화성리(和城里)

## 교육
- 청성초등학교 (산계리)
  - 화성분교 (폐교) - 청성면 남부로 2836-10 (화성리)
  - 묘금분교 (폐교) - 청성면 묘금3길 11 (묘금리)
  - 능월분교 (폐교) - 청성면 남부로 3172 (도장리)